# 銚子灘傳右エ門
銚子灘 傳右エ門（ちょうしなだ でんえもん、1902年3月12日 - 1935年1月5日）は、千葉県銚子市出身で出羽海部屋（入門時は中立部屋）に所属した大相撲力士。本名は網中 仙太郎（あみなか せんたろう）。最高位は西前頭14枚目。

## 来歴
1902年3月12日に千葉県銚子市で生まれ、1922年1月場所において中立部屋から初土俵を踏む。1928年1月場所で新十両昇進を果たすが、師匠の死によって二子山部屋を経て出羽海部屋へ転籍、1931年1月場所で新入幕を果たした。翌年に勃発した春秋園事件によって脱退するも1933年1月場所で復帰、十両格別席となり、翌年5月場所を最後に現役を引退、年寄・稲川を襲名した。しかし体調を崩し、1935年1月場所の番付発表直前に急死した。32歳没。番付発表直前だったこともあって名前だけが残された。

## 成績
- 幕内成績：25勝41敗
- 通算成績：51勝129敗1預
- 幕内在位：6場所
- 通算在位：35場所

### 各段優勝
- 十両優勝：1回（1933年5月場所）

### 場所別成績
| 1922年 （大正11年） | （前相撲）             | x                | 西序ノ口22枚目 5–0      | x                |
| 1923年 （大正12年） | 東序二段13枚目 5–5     | x                | 東序二段12枚目 2–4      | x                |
| 1924年 （大正13年） | 西序二段21枚目 3–1 1預 | x                | 西三段目40枚目 3–3      | x                |
| 1925年 （大正14年） | 東三段目34枚目 5–1     | x                | 西三段目3枚目 5–1       | x                |
| 1926年 （大正15年） | 東幕下19枚目 3–3       | x                | 東幕下25枚目 3–3        | x                |
| 1927年 （昭和2年） | 西幕下10枚目 4–2       | 西幕下10枚目 2–3 | 東幕下3枚目 4–2         | 西幕下9枚目 4–2  |
| 1928年 （昭和3年） | 西十両6枚目 3–8        | 東十両10枚目 7–4 | 西十両11枚目 6–5        | 西十両11枚目 5–6 |
| 1929年 （昭和4年） | 西十両10枚目 4–7       | 西十両10枚目 4–7 | 西幕下3枚目 3–3         | 西幕下3枚目 4–3  |
| 1930年 （昭和5年） | 東幕下筆頭 5–3         | 東幕下筆頭 4–1   | 西十両6枚目 9–2         | 西十両6枚目 9–2  |
| 1931年 （昭和6年） | 西前頭14枚目 6–5       | 西前頭14枚目 5–6 | 東前頭16枚目 3–8        | 東前頭16枚目 2–9 |
| 1932年 （昭和7年） | 東十両3枚目 –          | x                | x                       | x                |
| 1933年 （昭和8年） | 十両 5–6               | x                | 東十両10枚目 優勝 10–1  | x                |
| 1934年 （昭和9年） | 東前頭15枚目 6–5       | x                | 東前頭15枚目 引退 3–8–0 | x                |
| 各欄の数字は、「勝ち-負け-休場」を示す。 優勝 引退 休場 十両 幕下 三賞：敢=敢闘賞、殊=殊勲賞、技=技能賞 その他：★=金星 番付階級：幕内 - 十両 - 幕下 - 三段目 - 序二段 - 序ノ口 幕内序列：横綱 - 大関 - 関脇 - 小結 - 前頭（「#数字」は各位内の序列） |                        |                  |                         |                  |